# Liste der Stolpersteine im Stuttgarter Stadtbezirk Vaihingen
In der Liste der Stolpersteine im Stuttgarter Stadtbezirk Vaihingen sind alle
21
Stolpersteine aufgeführt, die im Stuttgarter Stadtbezirk Vaihingen im Rahmen des Projekts des Künstlers Gunter Demnig an mehreren Terminen verlegt wurden. Auf Betreiben der Initiative Stolpersteine Stuttgart-Vaihingen wurden die ersten beiden Stolpersteine in Vaihingen am 10. November 2006 gesetzt, der bislang letzte im Mai 2024.

## Stolpersteine in Vaihingen
Die Tabelle ist teilweise sortierbar; die Grundsortierung erfolgt alphabetisch nach dem Verlegeort. Zusammengefasste Adressen von Verlegeorten zeigen an, dass mehrere Stolpersteine an einem Ort verlegt wurden. Die Spalte Person, Inschrift kann nach dem Namen der Person alphabetisch sortiert werden.
| Bild                             | Person, Inschrift | Verlegeort                          | Verlege- datum | Information |
| -------------------------------- | --- | ----------------------------------- | -------------- | --- |
| Stolperstein Wilhelm Merk        | HIER WOHNTE WILHELM MERK JG. 1868 EINGEWIESEN 1926 HEILANSTALT CHRISTOPHSBAD 'VERLEGT' 5.12.1940 GRAFENECK ERMORDET 5.12.1940 AKTION T4              | Bachstraße 22 (Lage)                | 17. Mai 2014   | Note "AKTION T4" at bottom. Setting (Surrounding) photos: |
|                                  | HIER WOHNTE FRIEDERIKE REINHARDT JG. 1926 DEPORTIERT 1943 ERMORDET 7.2.1943 IN AUSCHWITZ                                                             | Büsnauer Straße 260 (Büsnau) (Lage) | 14. März 2008  | Zu Friederike Reinhardt existiert eine Opferbiografie. |
|                                  | HIER WOHNTE JOHANN UEBLER JG. 1897 EINGEWIESEN 1933 'HEILANSTALT' WINNENTAL ERMORDET 23.7.1940 GRAFENECK AKTION T4                                   | Dachswaldweg 178 (Lage)             | 11. Apr. 2011  | Zu Johann Adam Uebler (1897–1940) existiert eine Opferbiografie. |
| Stolperstein Gertrud Schonberger | HIER WOHNTE GERTRUD SCHÖNBERGER JG. 1908 EINGEWIESEN 1915 'HEILANSTALT' STETTEN ERMORDET 5.11.1940 GRAFENECK AKTION T4                               | Ernst-Kachel-Straße 9 (Lage)        |                | Zu Gertrud Schönberger existiert eine Opferbiografie. Note "AKTION T4" at bottom. Setting (Surrounding) photos: |
| Stolperstein Fritz Schaefer      | HIER WOHNTE FRITZ SCHÄFER JG. 1935 EINGEWIESEN 1939 DIAKONISSENANSTALT SCHWÄBISCH HALL 'VERLEGT' 10.3.1941 HADAMAR ERMORDET 10.3.1941 AKTION T4      | Gartenstraße 48 (Lage)              | 17. Sep. 2012  | Note "AKTION T4" at bottom. Setting (Surrounding) Photos: |
| Stolperstein Gerhard Durner      | HIER WOHNTE GERHARD DURNER JG. 1935 EINGEWIESEN 15.10.1941 ERMORDET 18.10.1941 HEILANSTALT EICHBERG 'KINDER-AKTION'                                  | Goldregenweg 41 (Rohr) (Lage)       | 22. Nov. 2011  | Der Stolperstein für Gerhard Durner (1935–1941) ist der erste in Stuttgart, der für ein Opfer der NS-„Kinder-Euthanasie“ verlegt wurde. Setting (Surrounding) photos:                                                                                           |
|                                  | HIER WOHNTE FRANZ FRIED JG. 1885 DEPORTIERT 1941 ERMORDET IN RIGA                                                                                    | Hauptstraße 11 (Lage)               | 10. Nov. 2006  | Zu Franz und Henriette Fried existiert eine kurze Opferbiografie. |
|                                  | HIER WOHNTE HENRIETTE FRIED GEB. GRUBER JG. 1891 DEPORTIERT 1941 ERMORDET IN RIGA                                                                    | Hauptstraße 11 (Lage)               | 10. Nov. 2006  | Zu Franz und Henriette Fried existiert eine kurze Opferbiografie. |
| Stolperstein Robert Rebmann      | HIER WOHNTE ROBERT REBMANN JG. 1912 EINGEWIESEN 1933 HEILANSTALT WEISSENAU 'VERLEGT' 27.5.1940 GRAFENECK ERMORDET 27.5.1940 AKTION T4                | Katzenbachstraße 50 (Lage)          | 16. Apr. 2012  | Robert Rebmann Note "AKTION T4" at bottom. Setting (Surrounding) Photos: |
|                                  | HIER WOHNTE GOTTLOB HÄBERLE JG. 1893 VERHAFTET 1936/1940 KZ WELZHEIM KZ SACHSENHAUSEN 1941 ERMORDET 28.2.1945                                        | Kelterberg 10/1 (Lage)              | 24. Sep. 2007  | Setting (Surrounding) Photos: |
| Stolperstein Christian Elsaesser | HIER WOHNTE CHRISTIAN ELSÄSSER JG. 1888 ... | Peterstraße 24 (Rohr) (Lage)        | 6. Okt. 2009   | Zu Christian Elsässer (1888–1944) existiert eine Opferbiografie. Setting (Surrounding) Photos: |
|                                  | IM LAGER GEBOREN 18.3.1945 ANATOL BONDORENKO MANGELNDE VERSORGUNG TOT 29.5.1945                                                                      | Ruppmannstraße 21                   | 16. Mai 2024   | Zum Zwangsarbeiterkind Anatol Bondorenko existieren Opferbiografien. |
|                                  | HIER ARBEITETE KATHARINA KARANOWA JG. 1917 RUSSLAND ZWANGSARBEITERIN FLUCHT IN DEN TOD 30.8.1944 METALL-SCHMELZWERK SCHMIDT                          | Schockenriedstraße 1–11 (Lage)      | 23. Mai 2015   | Die Zwangsarbeiterin Katharina Karanowa (1917–1944) nahm sich durch einen Sprung in flüssiges Aluminium das Leben. |
|                                  | IM LAGER GEBOREN NINA RADIONOWA GEB. 19.1.1945 MANGELNDE VERSORGUNG TOT 10.2.1945                                                                    | Schockenriedstraße 1–11 (Lage)      | 1. Apr. 2019   | Nina Radionowa, geb. 19. Januar 1945, gest. 10. Februar 1945, Zwangsarbeiterkind |
|                                  | IM LAGER GEBOREN WITSCHESLAU MASCHKANOW GEB. 18.9.1944 MANGELNDE VERSORGUNG TOT 18.3.1945                                                            | Schockenriedstraße 1–11 (Lage)      | 1. Apr. 2019   | Witscheslau Maschkanow, geb. 18. September 1944, gest.18. März 1945, Zwangsarbeiterkind |
|                                  | HIER WOHNTE EUGEN BANZ JG. 1880 VERHAFTET 1934 UND 1936 KZ WELZHEIM DURCH HAFTFOLGEN TOT 1. 2. 1942                                                  | Schockenriedstraße 1–11 (Lage)      | 29. Sep. 2008  | Eugen Banz (1880–1942) war ein selbständiger Schneidermeister. |
|                                  | HIER ARBEITETE NIKOLAUS TSCHERMUK JG. 1924 ... | Schockenriedstraße 11               | 27. Okt. 2016  | Nikolaus Tschermuk (1924–1944) war ein russischer Zwangsarbeiter, der in der Metallwarenfabrik Herberts arbeiten musste. Am 9. August 1944 – zwei Wochen vor seinem 20. Geburtstag – erhängte sich Tschermuk auf dem Werksgelände im Vaihinger Industriegebiet. |
| Stolperstein Julius Vohl         | HIER WOHNTE JULIUS VOHL JG. 1884 IM WIDERSTAND/KPD „SCHUTZHAFT“ 1933 HEUBERG 9.6.1943 VERLETZT GEFUNDEN TOT 9.6.1943 UMSTÄNDE NIE GEKLÄRT            | Schönbuchstraße 37 (Rohr) (Lage)    | 28. Apr. 2017  | Julius Vohl Setting (Surrounding) Photos: |
| Stolperstein Gustav Wessner      | HIER WOHNTE GUSTAV WESSNER JG. 1895 EINGEWIESEN 1923 HEILANSTALT WINNENTAL 'VERLEGT' 10.3.1941 HADAMAR ERMORDET 10.3.1941 'AKTION T4'                | Sigmundtstraße 1 (Lage)             | 9. Juni 2021   | Eine Kurzbiografie zu Gustav Wessner wurde im Juni 2021 in den Stuttgarter Nachrichten veröffentlicht.Note AKTION T4 at bottom. Setting (Surrounding) photos:                                                                                                   |
| Stolperstein Emilie Zaenglein    | HIER WOHNTE EMILIE ZÄNGLEIN GEB. VETTER JG. 1879 EINGEWIESEN 1930 HEILANSTALT WEISSENAU 'VERLEGT' 10.6.1940 GRAFENECK ERMORDET 10.6.1940 'AKTION T4' | Thingstraße 16 (Rohr) (Lage)        | 21. Sep. 2020  | Zu Emilie Zänglein (1879–1940) existiert eine Opferbiografie.Note "AKTION T4" at bottom. Setting (Surrounding) Photos: |
|                                  | HIER WOHNTE AUGUST LEITZ JG. 1901 EINGEWIESEN 'HEILANSTALT' HADAMAR ERMORDET 31.3.1941                                                               | Vaihinger Markt 12 (Lage)           | 24. Sep. 2007  | Setting (Surrounding) Photos: |